# Manilkara valenzuelana
Manilkara valenzuelana är en tvåhjärtbladig växtart som först beskrevs av Achille Richard, och fick sitt nu gällande namn av Terence Dale Pennington. Manilkara valenzuelana ingår i släktet Manilkara och familjen Sapotaceae. IUCN kategoriserar arten globalt som sårbar. Inga underarter finns listade i Catalogue of Life.